# Lehtosaari (ö i Norra Karelen, Pielisen Karjala, lat 63,16, long 29,64)
Lehtosaari är en ö i Finland. Den ligger i sjön Pielisjärvi och i kommunen Lieksa i den ekonomiska regionen  Pielinen-Karelen  och landskapet Norra Karelen, i den sydöstra delen av landet, 400 km nordost om huvudstaden Helsingfors. Öns area är 1,6 hektar och dess största längd är 230 meter i sydöst-nordvästlig riktning.